# Doverije
Doverije (russisk: Доверие) er en sovjetisk-finsk spillefilm fra 1976 af Viktor Tregubovitj.

## Medvirkende
- Kirill Lavrov som V. I. Lenin
- Vladimir Tatosov som Jakov Sverdlov
- Igor Dmitriev som Vladimir Bontj-Brujevitj
- Margarita Terekhova som Aleksandra Kollontai
- Antonina Sjuranova som Rosa Luxemburg